# Едуард Милибанд
Едуард (Ед) Самуел Милибанд (на английски: Edward Samuel Miliband) е британски политик, министър на енергетиката и климатичните промени през в периода 2008-2010 г. От 25 септември 2010 г. е лидер на Лейбъристката партия и на парламентарната опозиция, след като наследява на този пост брат си Дейвид Милибанд.

## Биография
Произхожда от еврейско семейство. Баща му е известния марксистки теоретик Ралф Милибанд. Едуард завършва Оксфордския университет с бакълавърска степен по философия, политика и икономика, след което и известното Лондонско училище по икономика, откъдето е магистър по икономика. През 2004-2005 г. ръководи Съвета на икономическите въпроси и финанси на Великобритания.
През 2005 г. е избран за представител в Камарата на общините от окръг в южен Йоркшир. През 2007 г. е назначен за правителствен секретар и е въведен в тайния съвет на краля. От 3 октомври 2008 г. поема новосъздадения пост на министър на енергетиката и климатичните промени.
Ед Милибанд подкрепя в Камерата на общините антитерористичните закони, и е против парламентарното разследване на войната в Ирак. Обявява се за въвеждане на забрана за тютюнопушене, както и за предоставянето на равни права на сексуалните малцинства и за подмяна на ракетите Трайдънт. По отношение на европейската политика, като лидер на лейбъристката партия е за въвеждането на универсални персонални идентификационни карти за всички граждани на ЕС, като партийно е и за по-нататъшна интеграция в Европейския съюз.